# 大高山 (埼玉県)
大高山（おおたかやま）は、埼玉県飯能市の山。標高493ｍ。奥武蔵山系の中部に位置する山である。

## 概要
大高山は南東に天覚山（標高445.5ｍ）、北西には子ノ権現天龍寺、伊豆ヶ岳（850.9ｍ）が位置し、飯能アルプスの縦走路として、他の山と合わせて歩かれることが多い山である。
西側の天覚山へのルートは表示のない分岐も多く地形図とコンパスは必須で、低山だが難易度は比較的高い。飯能アルプスの山々は、西武池袋線の南側に位置し、 西吾野駅、 吾野駅といった駅へのアクセスが良く、駅からのハイキングで登られることが多い。

## 付近の交通
- 西吾野駅
- 吾野駅
- 中沢バス停（国際興業バス）

## 付近の山
- 伊豆ヶ岳（標高850.9ｍ）
- 子ノ権現天龍寺 (飯能市)（標高640ｍ）
- 天覚山（標高445.5ｍ）
- 正丸峠（標高636ｍ）